# Kim Min-jae (fotbollsspelare)
Kim Min-jae, (hangul: 김민재; hanja: 金玟哉; [kim.min.dzɛ]; född 15 november 1996), är en sydkoreansk professionell fotbollsspelare som spelar som mittback för Bayern München, samt Sydkoreas herrlandslag i fotboll.

## Karriär
Under sin ungdom spelade Kim för Suwon Technical High School och Yonsei Universitet innan han påbörjade sin professionella karriär med Gyeongju KHNP år 2016. Kim flyttade till Jeonbuk Hyundai Motors året därpå. 
I januari 2019 värvades Kim av kinesiska Beijing Guoan. I augusti 2021 värvades Kim av turkiska Fenerbahçe, där han skrev på ett fyraårskontrakt. Den 27 juli 2022 värvades Kim av Napoli, där han skrev på ett treårskontrakt.
Den 18 juli 2023 värvades Kim av Bundesliga-klubben Bayern München, där han skrev på ett femårskontrakt.